# Pergidae
Pergidae – rodzina owadów z rzędu błonkoskrzydłych.

## Zasięg występowania
Przedstawiciele tej rodziny zamieszkują głównie obszar dawnej Gondwany, zwłaszcza Ameryki Południowej oraz Australii (brak ich w Afryce). Jedynie jeden rodzaj występuje w Ameryce Północnej. Pod względem liczby gatunków jest to trzecia co do wielkości rodzina rośliniarek.

## Budowa ciała
Tylny kraniec przedplecza silnie wklęsły w widoku od strony grzbietu. Śródplecze nie jest podzielone poprzecznym rowkiem biegnącym między skrzydłami przedniej pary. Wyrostek tarczki połączony z nią. Pierwszy tergit odwłoka sięga do biodra tylnej pary nóg i jest połączony z metapleuronem. Na końcach goleni, pierwszej pary odnóży występują dwie ostrogi, mniejsza z nich jest równa przynajmniej połowie długości większej; na ich grzbietowej stronie pojedyncza ostroga, zwykle prosta. Na końcach goleni tylnej pary jedna ostroga bądź jej brak. Czułki składają się z 4 -23 segmentów. Przednia para skrzydeł bez żyłki podłużnej Sc, co najwyżej z krótką żyłką Sc1.

## Biologia i ekologia
Owady te żerują na różnych gatunkach roślin. Różnorodność roślin żywicielskich jest największa spośród wszystkich pilarzowych.

## Systematyka
Do Pergidae zalicza się 442 gatunki zgrupowane w 60 rodzajach i 12 podrodzinach:

- Acordulecerinae
- Conocoxinae
- Loboceratinae
- Parasyzygoniinae
- Perginae
- Pergulinae
- Perreyiinae
- Philomastiginae
- Pterygophorinae
- Pteryperginae
- Styracotechyinae
- Syzygoniinae